# Квартет на кінець часу

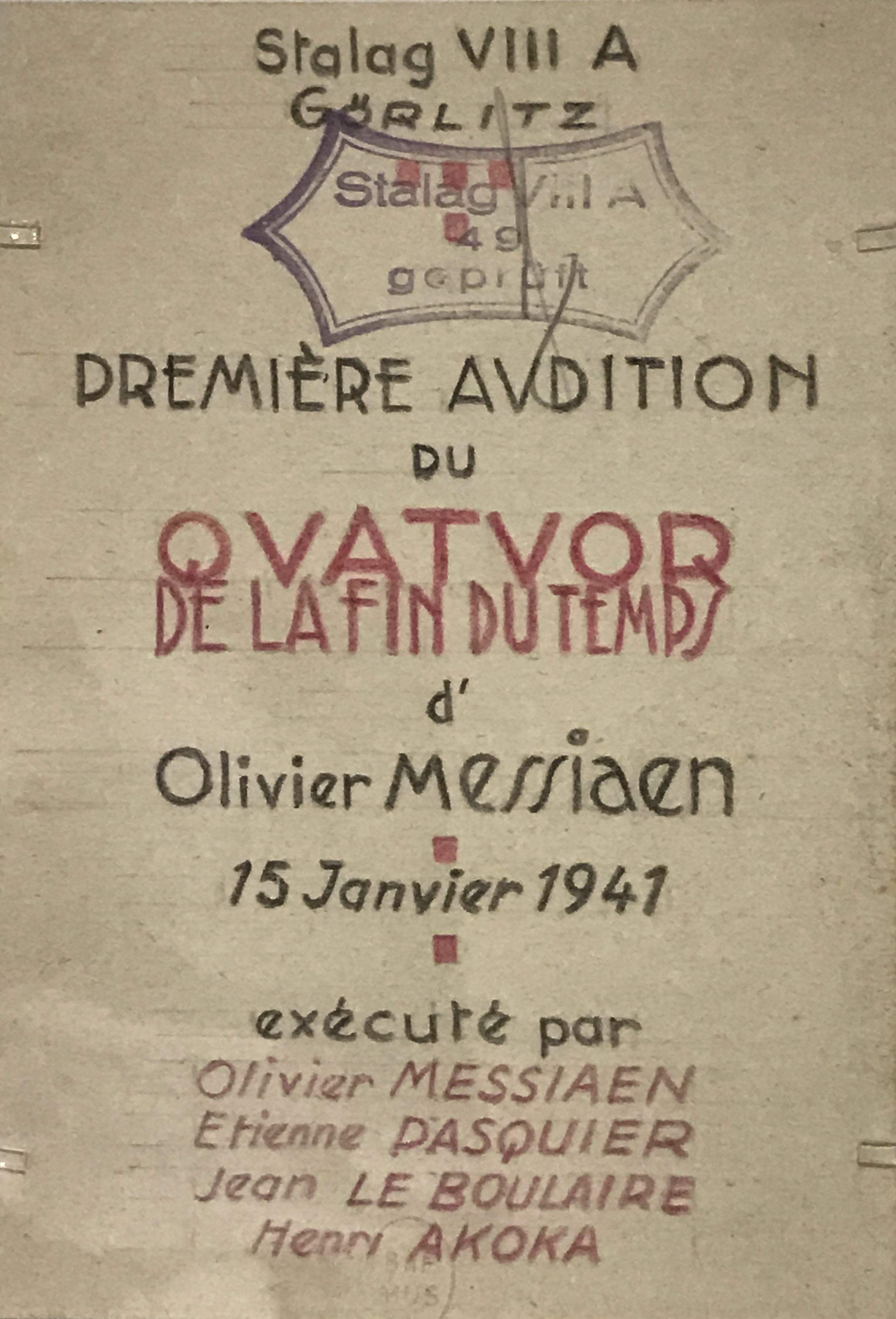
Афіша прем'єри Квартету

Квартет на кінець часу (фр. Quatuor pour la fin du temps) — восьмичастинний камерний твір французького композитора Олів'є Мессіана для кларнета, скрипки, віолончелі та фортепіано. Завершений у 1941 році. Загальна тривалість — орієнтовно 50 хвилин.

## Історія написання
Квартет створений О. Мессіаном у німецькому військовому таборі Stalag VIII-A у місті Ґерліц (сьогодні це місто Зґожелець на польсько-німецькому кордоні), куди він потрапив у полон у червні 1940 року. Змогу писати композитор отримав завдяки прихильному ставленню одного із наглядачів табору для військовополонених. Він надав композитору нотний папір, олівець і фортепіано. Такий цікавий інструментальний склад квартету обумовлений наявністю професійних музикантів, які перебували у таборі разом із О. Мессіаном: це кларнетист Анрі Акока, скрипаль Жан де Булер, віолончеліст Етьєн Паск'є. Спочатку він написав для цих музикантів тріо, а згодом додав ще партію фортепіано, яку виконував сам. Таким чином й утворився квартет.
Прем'єра твору відбулась 15 січня 1941 року в стінах табору під відкритим небом та рясним дощем перед аудиторією орієнтовно із 400 військовополонених і вартових. Інструменти, на яких відбулось виконання були в незадовільному стані, а віолончель купили на пожертви членів табору.
24 червня 1941 року, після повернення О. Мессіана до Парижу, відбулась французька прем'єра Квартету.

## Композиція

### Програма
Композитор у передмові до Квартету зазначив, що твір написаний під впливом останньої книги Нового Завіту — Апокаліпсису або Об'явлення Івана Богослова. Програмою до композиції слугували наступні рядки із цієї Книги (Об'явлення 10:1-2, 5-7, переклад І. Огієнка): «І бачив я іншого потужного Ангола, що сходив із неба. Був одягнений в хмару, і над його головою веселка була, а обличчя його як стовпи огняні, і мав у руці своїй книжку розгорнену. І він поставив свою праву ногу на море, а ліву на землю. А Ангол, що я бачив його, як стояв він на морі й землі, зняв до неба правицю свою та й поклявся Живучим по вічні віки, Який створив небо та те, що на ньому, і землю та те, що на ній, і море й що в нім, що вже часу не буде, а дня голосу сьомого Ангола, коли він засурмить, довершиться Божа таємниця, як Він благовістив був Своїм рабам пророкам…».

### Структура
Квартет складається із восьми частин, де кожна у передмові до партитури твору має пояснення від композитора.
І. Liturgie de cristal («Літургія кристала»)
Інструментальний склад: для квартету

«Між третьою та четвертою годиною ранку відбувається пробудження птахів: соло дрозда або імпровізації солов'їв, оточені мерехтливим звуком, ореолом трелей, що розчиняються високо у деревах. Транспонуйте це на релігійну площину та отримаєте гармонійну тишу Неба». 
Ця частина відіграє роль своєрідного прологу. Музична тканина складається із чотирьох відносно самостійних пластів, де партії кларнета і скрипки імітують співи птахів, віолончель — глісандо та флажолети на основі мелодичної педалі із п'яти звуків. У партії фортепіано композитор використовує принцип ізометрії: 29 акордів повторюються кожних 17 долей, щоразу набуваючи у новому ритмічному варіанті.
ІІ. Vocalise, pour l'Ange qui annonce la fin du Temps («Вокаліз для Ангела, який оголошує кінець Часу»)
Інструментальний склад: для квартету

«Перша частина та реприза втілюють силу могутнього Ангела, одягненого в хмару із райдугою над головою, який стоїть однією ногою на морі, а іншою — на землі. Середній розділ — нескінченні гармонії небес. У партії фортепіано — солодкі каскади синьо-помаранчевих акордів, які оточують своїми далекими звучаннями майже незмінну пісню скрипки та віолончелі».
В основі другої частини Квартету лежить контраст темпів та образних сфер: у крайніх частинах переважає драматизм, середня — медитативного плану.
ІІІ. Abîme des oiseaux («Безодня птахів»)
Інструментальний склад: для кларнета соло

«Безодня — це Час із його печаллю, його втомою. Птахи є протилежністю Часу. Це наше прагнення до світла, до зірок, до веселок та радісних пісень».
Соло кларнета впродовж частини імітує співи птахів, яких О. Мессіан неодноразово називав «посланцями небес». Цей номер є надзвичайно складним для виконання у зв'язку із дуже повільним темпом (вісімка = 44-ом ударам у хвилину).
IV. Intermède («Інтермедія»)
Інструментальний склад: для скрипки, віолончелі і кларнета

«Скерцо більш індивідуального характеру, аніж інші частини, однак все ж пов'язані із ними певними мелодичними арками».
Написана у тричастинній формі із варійованою репризою. Її особливістю є неодноразове повторення основної теми, що додає відтінку ритуального танцю.
V. Louange à l'Éternité de Jésus («Хвала вічності Ісуса»)
Інструментальний склад: для віолончелі та фортепіано

"Ісус тут розглядається як Слово. Широка фраза, «нескінченно повільна», у виконанні віолончелі, з любов'ю та благоговінням звеличує вічність Слова, «Час якого не вичерпується»: «Споконвіку було Слово, а Слово в Бога було, і Бог було Слово. (Від Івана 1:1, переклад І. Огієнка)».
.
В основі тема віолончелі, яка безперервно розвивається та звучить на фоні акордового супроводу фортепіано. Музичний матеріал частини взятий із більш ранньої композиції О. Мессіана «Fête des belles eaux» («Свято прекрасних вод») для 6 Хвиль Мартено, виконаної на Паризькій виставці 1937 року. Цікавим є також позначення темпу як «нескінченно повільний», «екстатичний».
VI. Danse de la fureur, pour les sept trompettes («Танець люті, для семи труб»)
Інструментальний склад: для квартету

«Ритмічно — це найбільш характерний фрагмент твору. Чотири інструменти в унісон імітують гонги і труби (перші шість труб Апокаліпсису, а потім різні стихійні лиха; труба сьомого Ангела оголошує про завершення таїнств Бога)[…]».
Шоста частина циклу дещо перегукується із четвертою, зокрема у мелодичному плані. Також тут неодноразово підкреслюється «месіанівський тритон» та панує нерегулярна метрика. Композитор застосовує додані вартості, ритми в аугментації та дімінуції, незворотні ритми. Ближче до завершення частини основна тема повертається в аугментації на четверному фортисимо, що створює жахливий ефект.
VII. Fouillis d'arcs-en-ciel, pour l'Ange qui annonce la fin du Temps («Хаос веселок для Ангела, який оголошує кінець Часу»)
Інструментальний склад: для квартету

«Тут повторюються уривки із другої частини. Ангел з'являється у повній силі, його голову накриває веселка (символ миру, мудрості, і всіх люмінесцентних та сонорних вібрацій). У моїх снах я чую і бачу впорядковані акорди і мелодії, знайомі кольори і форми; тоді, після цієї проміжної стадії, я проходжу крізь нереальні страждання з екстазом. Довкола поєднання надлюдських звуків та кольорів. Ці вогняні мечі, ця блакитно-оранжева лава, раптові зірки: цей сплутаний клубок — це веселки!»
Створює ряд паралелей до другої частини циклу. Слугує кульмінацією драматичної сфери твору та за побудовою є найскладнішою з-поміж усіх частин: в її основі лежить форма, близька до рондо.
VIII. Louange à l'Immortalité de Jésus («Хвала безсмертя Ісуса»)
Інструментальний склад: для скрипки і фортепіано

«Велике скрипкове соло є аналогом до віолончельного із п'ятої частини. Чому друга хвала? Особливо вона є спрямованою на другий аспект Ісуса, Ісуса як Чоловіка. Слово, що стало тілом, безсмертно воскресло, щоб повідомити нам про своє життя. Це все Любов. Його повільне сходження до гострої крайності полягає у сходженні людини до свого Бога, до свого Отця, від обожненої істоти до Раю».
Заключна частина циклу теж була створена раніше: це номер із його органної п'єси «Diptyque», транспонований на велику терцію вгору (від C до E). Вона являє собою піднесену медитацію, яка ідейно споріднена із п'ятою частиною Квартету.